# Eustiromastix efferatus
Eustiromastix efferatus là một loài nhện trong họ Salticidae.
Loài này thuộc chi Eustiromastix. Eustiromastix efferatus được Bauab & Ilka Maria Fernandes Soares miêu tả năm 1978.